# 파나마
파나마 공화국(스페인어: República de Panamá 레푸블리카 데 파나마[*], 문화어: 빠나마)은 북아메리카 최남단인 파나마 지협에 있는 나라이다. 서쪽으로는 코스타리카, 동쪽으로는 콜롬비아와 국경을 접하고 있다. 지형적인 특징 때문에 태평양과 대서양을 연결하는 파나마 운하가 이 나라에 설치되어 있다. 주요 도시로는 파나마시티, 콜론 등이 있다.

## 역사
1501년 에스파냐인이 도착했을 때 75만 명의 인디언이 파나마에 살고 있었다. 그러나 약탈·질병·살인 등으로 전체 인디언의 1/10이 죽었다. 스페인 식민지는 1510∼14년에 바스코 누녜스 데 발보아에 의해 처음으로 성공적으로 세워졌다. 1514년에 페드로 아리아스 다빌라(일명 페드라리아스)가 발보아를 물리쳤다. 1519년 페드라리아스는 파나마시티를 세우고 태평양 쪽으로 행정부를 옮겼다. 파나마는 스페인과 식민지 사이에 물건을 옮기는 수송 중심지로 발전했다. 1748년까지 포르토벨로에서 열렸던 무역박람회에서는 1688년까지 파나마 해안을 약탈했던 영국 해적선이 관심을 끌었다. 1751년 파나마는 콜롬비아 산타페데보고타의 속령이 되었다. 시몬 볼리바르가 누에바그라나다(지금의 에콰도르·콜롬비아·파나마·베네수엘라)에서 스페인과 왕당파군을 격퇴한 후, 파나마는 1821년 스페인으로부터 독립을 선언했다. 그러나 몇 개월 후 자발적으로 콜롬비아 동맹과 결합했다. 1830년대에 콜롬비아에서 이탈하려고 3번 시도를 했으나 실패로 끝났다.
1849년 캘리포니아 골드 러시로 파나마는 번영을 누렸다. 많은 탐광자들이 대륙을 횡단하는 험한 미국 철도 대신에 캘리포니아로 가는 파나마 노정을 택했다. 미국에서 자금을 조달하여 건설된 파나마 철도가 1855년 개통되었으며, 곧바로 콜론이라는 도시가 세워졌다. 페르디낭 드 레셉스가 경영하는 프랑스계 회사가 1879년 지협을 가로지르는 운하를 건설하는 이권을 정부로부터 얻어내어 1881년부터 건설을 시작하였으나 1889년 공사가 중단되었다.
20세기초 미국이 운하건설을 추진하였으나 콜롬비아 상원이 불허했다. 이에 미국은 파나마 지역내의 분리주의 운동을 적극 지원하였고 마침내 1903년 11월 3일에 파나마는 콜롬비아로 부터 독립하였다. 11월 18일 미국은 파나마와 헤이-뷔노-바리아 조약이 체결하여 파나마 운하지대의 영구 소유권을 얻어냈으며, 1904년에 공사를 시작하여 1914년에 파나마 운하가 개통되었다.
제2차 세계 대전 이후에 파나마는 혼란에 빠졌다. 폭동이 자주 일어났으며 반미 감정이 퍼져나갔다. 1968년 국민수비대가 오마르 토리호스 에레라 대령의 지휘 아래 쿠데타를 성공시켰고, 그는 1977년 파나마 운하 조약을 협상했다. 이 조약으로 파나마가 예전의 미국 운하지대에 대한 사법권을 맡게 되었으나, 운하 자체의 운영권은 1999년까지 미국에 남아 있었지만, 현재는 파나마 정부로 이양된 상태이다. 20세기 말 경제 침체와 심각한 정치 변동은 1989년 12월 그 위기가 절정에 달했다. 미군은 파나마를 침공하여 국방부 총사령관이자 파나마의 실권자였던 마누엘 노리에가 장군을 물러나게 했다.

## 기후
파나마는 열대 기후이고 연평균기온은 24°C에서 32°C 사이이다. 비가 오지 않는 건기는 12월부터 4월까지이고, 나머지는 비가 많이 오는 우기이다. 5월부터 11월까지인 우기의 중반인 8월부터 9월에는 혹등고래, 상어, 그리고 범고래가 해안선 근처에 출현하여 가장 인상적인 달이다.

## 지리
파나마는 중앙아메리카에 있으며 카리브해, 태평양을 마주한다. 콜롬비아와 코스타리카의 사이에 있다. 가장 높은 곳은 볼칸 바루로서 해발 3,475m이다.
국토의 대부분이 돌기로 솟아 있어 산과 언덕이 많은 편이다. 북아메리카에서 뻗어나온 산맥은 아니며 콜롬비아와의 국경에서 안데스산맥과 맞닿는다. 일부 산봉우리는 화산작용에 의해 만들어진 것이다.
파나마를 크게 나눌 수 있게 하는 분수계를 코르디예라 데 칼라만카(Cordillera de Talamanca)라고 하는데 코스타리카와의 국경에 접하고 있다. 더 동쪽으로 가면 세라니아 데 타바사라가 있고 인근에 파나마 운하가 있다.

## 민족과 언어
주민구성은 메스티소가 70%, 흑인 및 흑인과 원주민의 혼혈이 15%, 유럽계가 10%, 인디오가 5%이며, 특히 흑인들은 파나마 운하 건설 때 카리브 해의 섬들에서 노동자로 내려온 후손들로 다른 중앙아메리카의 나라들에 비해 많이 사는 편이다.
언어는 공용어로 스페인어를 쓰며, 그 외에도 영어, 원주민 언어와 다른 소수 민족어 및 이주자의 언어가 사용된다. 종교는 가톨릭 70%, 개신교 20%이다.

## 정치
파나마는 대통령 중심의 대의 민주주의 공화국이다. 다당제를 채택하고 있다. 대통령은 정부 수반이나 국가 원수를 겸하며, 정부가 행정권을 가지고, 사법권은 정부와 국회가 함께 행사한다. 사법부도 독립되어 삼권분립을 이룬다.
모든 국가 선거는 모든 18세 이상 시민에게 보통선거이자 의무투표제로 실시된다. 행정부와 입법부 선거는 5년마다 치른다. 사법부 법관은 국가원수의 임명을 받는다. 파나마 국회는 정해진 선거구에서 비례대표제로 선거를 치르며, 여러 군소 정당이 있다. 대통령 선거는 과반수를 요구하지 않으며, 파나마의 과거 세 대통령은 30~40%의 지지율로 당선되었다.
미국의 침공과 21년간의 군사 독재 이래로 파나마는 성공적으로 세 번이나 평화적인 정권 교체를 이루었다. 정치 상황은 두 주요 정당과 여타 군소 정당으로 이루어져, 많은 당들이 이데올로기가 아닌 정치인 개인에 의해 이끌리고 있다. 마르틴 토리호스 대통령은 과거 군사 독재자 오마르 토리호스의 아들이다. 그는 아르눌포 아리아스의 부인 미레야 모스코소의 뒤를 이었다. 2014년 5월 선거에서 후안 까를로스 바렐라가 당선되었다. 그는 22가지 기초식품 가격 동결과 부패 척결을 통한 투명한 정부를 기조로 하고 있다. 파나마 럼주 제조 공장을 운영하고 있으며, 현 부대통령이다. 파나마는 지난 1989년 미국이 군사 독재자 마누엘 노리에가 정권을 전복시킨 이후로 파나마의 여당이 한번도 대선에 승리한 적이 없다. 현재는 파나마의 대통령으로 선출된 라우렌티노 코르티소가 파나마를 이끌고 있다.

### 국방
파나마는 군대가 없다. 미국이 파나마 운하의 이권을 지키기 위해 파나마의 군대 보유를 금지시켰기 때문이다. 대신 파나마 공공부대가 국방 업무를 수행하고 있다.

## 경제

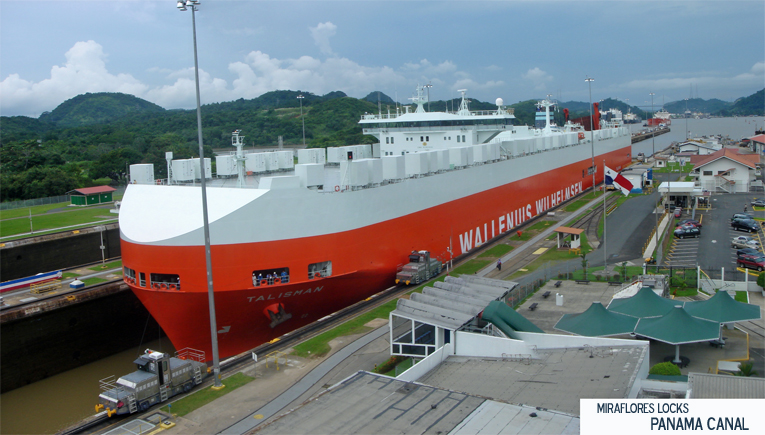
파나마 운하의 미라플로레스 수문을 지나는 파나맥스급 선박.

월드 팩트북에 따르면 파나마의 실업율은 6.4%이다. ECLAC은 2006년 기준으로 빈곤율을 28.6%이며, 아르헨티나 수준과 비슷하다고 전했다. 또 2008년 8월에 식량 잉여가 등록되었으며, 인프라 사업이 급속히 진행되고 있다. 국제통화기금은 파나마 경제가 2009년 라틴 아메리카에서 가장 빨리 성장하리라 예측하고 있다. 2008년에는 페루 다음으로 높은 성장률을 보였다.
파나마 경제는 주로 은행, 통상, 관광, 무역, 개인 산업 등 서비스업에 기반을 두고 있는데, 이는 지리적인 입지와 관계가 깊다. 미국에서 파나마 운하와 군 시설을 반환받아 건설 사업이 늘어나고 있다. 2006년 10월 22일 파나마 운하의 제3 수문 건설에 대한 국민투표가 (투표율은 낮았지만) 압도적으로 승인되었다. 이 사업의 공식 예상 비용은 미화 52.5십억$로 추산된다.
파나마의 통화는 발보아이며, 1903년 독립한 이래 미국 달러화에 고정 연동되어 있다. 사실상 이 나라는 달러화(dollarize)되었다. 파나마는 자국 화폐를 주조하나, 지폐는 미국 달러로 쓴다.

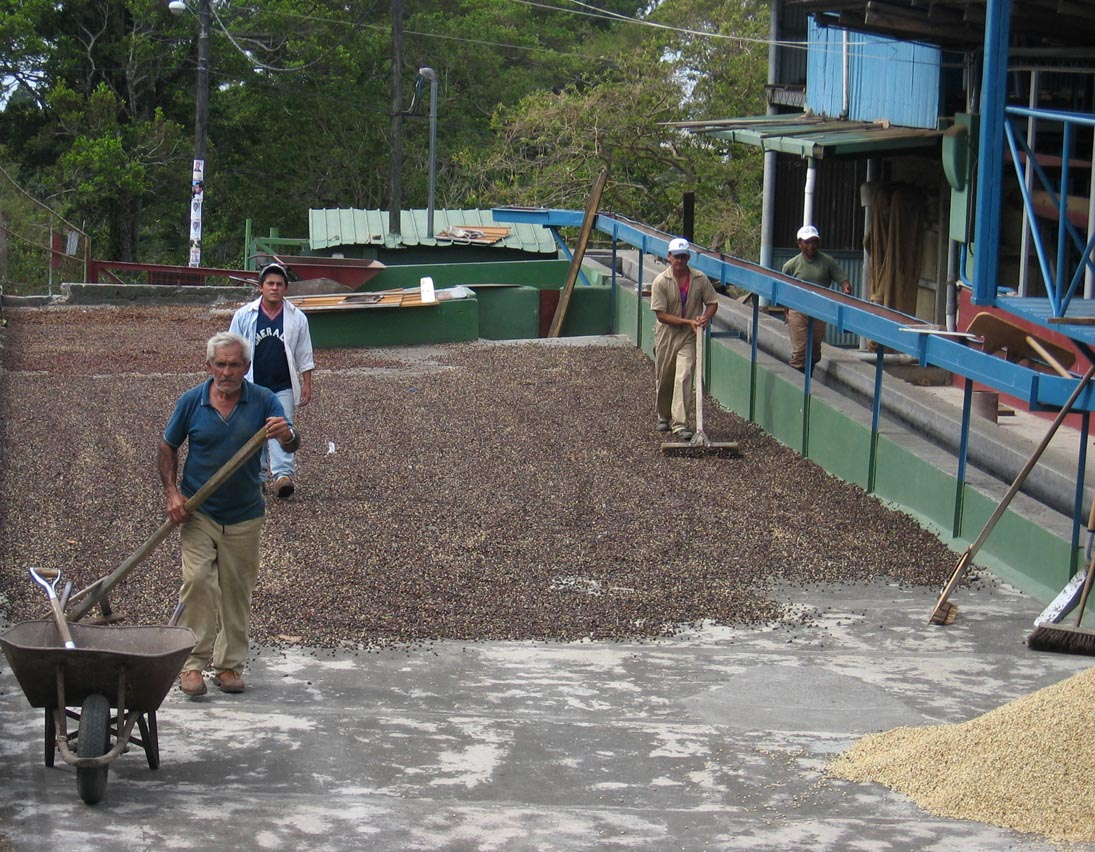
전통적인 커피 건조. 카페 루이스의 알토 보케테 농장.

### 세계화
파나마 무역의 상당 부분은 아메리카에서 가장 큰 자유무역지대인 콜론 자유무역지대에서 이루어진다. 라틴아메리카 카리브 경제위원회에서 한 콜론 지대의 실적 분석에 따르면, 작년 이 지역은 파나마 수출의 92%와 수입의 64%를 차지했다. 또 파나마 경제는 커피나 다른 농산물 교역에 의존하고 있다.

## 문화
파나마의 음악과 춤은 아메리카에서 가장 다채로운 편이다. 드럼과 박수에 맞추어 추는 아프리카 춤인 탐보리토가 여전히 인기 있다. 가장 인기 있는 민요는 18세기 스페인에서 전래된 메호라나이다.